# Porto Nazario Sauro
Il Porto "Nazario Sauro" è un piccolo scalo situato a Livorno, nell'area compresa tra il porto commerciale e la Terrazza Mascagni, lungo la passeggiata a mare della città.

## Caratteristiche
L'approdo è costituito da un bacino ricavato tra lo "Scoglio della Regina" ed uno stabilimento balneare posto a ridosso della Terrazza Mascagni.
I fondali non sono profondi, mentre i 120 posti barca sono messi a disposizione del Circolo Nautico Livorno e, in minima parte, sono riservati ad alcune imbarcazioni da pesca del Circolo Arci Pesca Nazario Sauro.
La lunghezza massima dei natanti che possono accedere al porto è di 14 metri.
Il porticciolo offre servizio carburante, acqua, energia elettrica, scivolo e gru.